# Platyptilia isodactylus
Platyptilia isodactylus là một loài bướm đêm thuộc họ Pterophoridae. Nó là loài bản địa Trung Âu, Bắc Phi Địa Trung Hải và Nam Âu. Nó đã được du nhập vào Úc để làm tác nhân kiểm soát cho Ragwort.
Sải cánh dài khoảng 19–29 mm. Ấu trùng ăn Senecio jacobaea, Senecio aquaticus và Senecio nemorensis.
Có hai thế hệ một năm.